# حملات ۲۰۲۴ اپوزیسیون سوریه
در ۲۷ نوامبر ۲۰۲۴، ائتلافی از گروه‌های اپوزیسیون سوریه به نام «فرماندهی عملیات نظامی» به رهبری هیئت تحریر شام و با حمایت گروه‌های متحد تحت حمایت ترکیه در ارتش ملی سوریه، عملیاتی را علیه نیروهای طرفدار دولت یعنی نیروهای مسلح عربی سوریه در استان‌های  ادلب، حلب و حماة در سوریه آغاز کردند. این عملیات از سوی هیئت تحریر شام با رمز بازدارندگی تجاوز  نامگذاری شد و گفته می‌شود که در تلافی افزایش بمباران‌های ارتش عربی سوریه علیه غیرنظامیان در حومه غربی حلب آغاز شده است. این نخستین باری است که گروه‌های مخالف در جنگ داخلی سوریه، از زمان آتش‌بس ادلب در مارس ۲۰۲۰، یک کارزار نظامی تهاجمی را آغاز می‌کنند.
در ۲۹ نوامبر ۲۰۲۴، گروه های تروریستی مانند جبهه النصره و بعد از آن نیروهای دموکراتیک سوریه (SDF) وارد حلب شدند و در پی عقب نشینی نیروهای دولتی، بخش اعظم شهر را تصرف کردند. روز بعد، نیروهای مخالف دولت پیشرفت‌های سریعی داشتند، ده‌ها شهر و روستا را تصرف کردند، زیرا نیروهای دولتی مقاومتی نکرده و این سبب شد که  آن‌ها به سمت حماة در مرکز سوریه حرکت کنند و در نهایت در ۱۵ آذرماه آن را تصرف کردند. در ۱۶ آذرماه، SDF دیرالزور را در شرق فرات تصرف کرد، در حالی که اتاق عملیات جنوبی و تیپ جبل در جنوب درعا و سویدا را تصرف کردند. HTS به جنوب، به سمت حمص پیشروی کرد. ارتش آزاد سوریه (SFA) نیز کنترل پالمیرا را در جنوب شرقی کشور به دست گرفت.
در ۱۷ آذر ۱۴۰۳، نیروهای جبهه جنوبی از جنوب وارد استان ریف دمشق شدند و در فاصله ۱۰ کیلومتری شهر دمشق قرار گرفتند. بعداً گزارش شد که نیروهای مخالف وارد حومه پایتخت نیز شده‌اند. نیروهای ارتش آزاد سوریه نیز از جنوب شرق به سمت پایتخت حرکت کردند. در ۱۸ آذرماه، آن‌ها همچنین حمص را تصرف کرده و سبب جدا افتادن نیروهای دولتی از ساحل سوریه شدند.
در ۱۸ آذرماه ۱۴۰۳، شورشیان شهر دمشق را تصرف کردند، دولت بشار اسد نیز سرنگون شد و به ۵۳ سال حکومت خانواده اسد بر این کشور پایان داده شد.

## پس‌زمینه
از زمان توافق آتش‌بس ادلب در مارس ۲۰۲۰، عملیات‌های گسترده بین مخالفان و نیروهای طرفدار دولت در شمال غرب سوریه متوقف شد. از اواخر سال ۲۰۲۲، نیروهای هیئت تحریر شام زنجیره‌ای از حملات نفوذی و تک‌تیراندازی را علیه نیروهای دولتی انجام دادند که به حمله منجر شد. حلب از زمان حمله به حلب در سال ۲۰۱۶ تحت کنترل دولت بشار اسد و شبه نظامیان مورد حمایت ایران بوده است.
در اکتبر ۲۰۲۴، یک بسیج بزرگ توسط هیئت تحریر شام و نیروهای دولتی در حومهٔ حلب آغاز شد. شورشیان سوری گزارش داده‌اند که آن‌ها از ماه‌ها قبل برای یک حملهٔ گسترده علیه نیروهای دولتی در شهر حلب آماده شده بودند. در ۲۶ نوامبر ۲۰۲۴، توپخانهٔ نیروهای دولتی شهر اریحا را که تحت کنترل مخالفان بود هدف قرار داد که طی آن ۱۶ غیرنظامی کشته و زخمی شدند.

## حمله
در ۲۷ نوامبر ۲۰۲۴، هیئت تحریر شام اعلام کرد که تهاجمی را با نام بازدارندگی از تجاوز علیه نیروهای طرفدار دولت در غرب استان حلب آغاز کرده است. مخالفان سوری مدعی شده‌اند که این حمله در پاسخ به گلوله‌باران اخیر دولت بشار اسد علیه ادلب که تحت کنترل شورشیان قرار دارد و به کشته شدن حداقل ۳۰ غیرنظامی منجر شده، صورت گرفته است.
در ۱۰ ساعت اول حمله، هیئت تحریر شام ۲۰ شهر و روستا از جمله شهرهای آورم الکبری، انجاره، آورم الصغری، شیخ عقیل، باره، عجیل، آویجیل، الحوطه، تل الدبعه، حیر درکل، قُبطان الجبل، السلوم، القاسمیه، کفرباسین، حور، عناز و بصراطون را که در دست نیروهای طرفدار دولت بود، تصرف کرد. علاوه بر این، پایگاه هنگ ۴۶ نیروهای دولتی در محاصرهٔ هیئت تحریر شام قرار گرفت و چند ساعت بعد به تصرف درآمد. به گزارش دیدبان حقوق بشر سوریه ۳۷ سرباز دولت سوریه و شبه‌نظامیان متحد و ۶۰ جنگجو از نیروهای مخالف در این درگیری‌ها کشته شده‌اند. یک یگان نیروهای ویژهٔ روسیه در کمین شورشیان قرار گرفت که بعداً عکس‌های یک سرباز روسی کشته‌شده را منتشر کردند و تجهیزات را به غنیمت گرفتند. تعداد تلفات آن هنوز مشخص نیست. در پاسخ، نیروهای سوریه و روسیه حملات هوایی را به مناطق تحت کنترل گروه‌های شورشی آغاز کردند. در حالی که نیروهای دولتی ادلب، اریحا، سرمدا و سایر مناطق در جنوب استان ادلب تحت کنترل شورشیان بمباران می‌کردند، جنگنده‌های روسی نیز در اطراف اتارب، دارة عزة و روستاهای پیرامون آن به حملات هوایی دست زدند.
در ۲۸ نوامبر، هیئت تحریر شام حمله‌ای را به حومهٔ شرقی ادلب آغاز کرد و روستاهای دادیخ، کفر بطیخ و شیخ علی و همچنین یک محله در شهر سراقب را تصرف کرد. این پیشروی آنها را به ۲ کیلومتری بزرگراه ام۵ رساند که به عنوان مسیری استراتژیک در سال ۲۰۲۰ توسط نیروهای طرفدار دولت امنیتی‌سازی شده بود. هیئت تحریر شام همچنین به فرودگاه النیرب واقع در شرق حلب که شبه‌نظامیان مورد حمایت ایران در آن حضور دارند، حمله کرد. در نیمهٔ دوم روز، هیئت تحریر شام روستاهای کفرباسین، ارناز و الضربه در حومه غربی حلب را تصرف و بزرگراه ام۵ را قطع کرد. شورشیان سوری تا پایان روز در مجموع حدود ۴۰ شهر و روستا را تصرف کردند.
در حمله هوایی روسیه ۱۵ غیرنظامی در اتارب در حومه غربی حلب کشته شدند. چهار نفر دیگر نیز در حمله هوایی سوریه یا روسیه در دارة عزة کشته شدند. رسانه‌های حکومتی ایران گزارش دادند که کیومرث پورهاشمی سرتیپ سپاه پاسداران انقلاب اسلامی که به‌عنوان مستشار ارشد نظامی در سوریه خدمت می‌کرد، توسط شورشیان در حلب کشته شده است.
در ۲۹ نوامبر، هیئت تحریر شام روستاهای تل کراتبین، ابوقنصه و الطلحیه در حومه ادلب و المنصوره، جب کاس و البوابیه در حومه حلب را تصرف کرد. درگیری‌های شدید در اطراف شهر سراقب ادامه یافت. بر اثر گلوله‌باران هیئت تحریر شام در محلهٔ الحمدانیه شهر حلب ۴ غیرنظامی کشته و ۲ تن دیگر زخمی شدند.

### نبرد حلب
در ۲۹ نوامبر، نیروهای مخالف پس از انجام یک حملهٔ انتحاری مضاعف با دو خودروی بمب‌گذاری‌شده، وارد مناطق حمدانیه و حلب جدید شهر حلب شدند. در نیمه دوم روز، نیروهای مخالف ۵ منطقه شهر حلب به نام‌های الحمدانیه، حلب جدید، ۳۰۰۰ آپارتمان، الجمیلیه و صلاح‌الدین را تصرف کردند. درگیری در نقاط دیگر شهر از جمله در مرکز آن گزارش شد. در میان فروپاشی خطوط دفاعی نیروهای طرفدار دولت، ۲۰ شهر و روستای دیگر از جمله شهر استراتژیک سراقب به تصرف نیروهای مخالف درآمد. سایر شهرهایی که به تصرف نیروهای مخالف درآمدند عبارت‌اند از: خان‌السبیل، تلحیه، ترنبه و جوباس در حومهٔ ادلب و شهرک‌های خان‌طومان، شغیدله، خلاصه، الحادیر، القراسی، برنا، العیس، تل‌هادیه، زیتان، المنصوره و البوابیه در حومهٔ حلب.
تا اواخر ۲۹ نوامبر ۲۰۲۴، نیروهای مخالف بخش‌هایی از مناطق السکریه، الفرقان، الاعظمیه و سیف‌الدوله در شهر حلب را تصرف کردند و همچنین ادعا کردند که کنترل میدان اصلی آن را نیز به‌دست گرفته‌اند.

## واکنش‌ها
ارتش سوریه این حمله را «یک حملهٔ تروریستی بزرگ و گسترده» توصیف کرد که طی آن «شمار زیادی از تروریست‌ها با استفاده از سلاح‌های متوسط و سنگین» روستاها، شهرک‌ها و اماکن نظامی را هدف قرار دادند.
حسن عبدالغنی، سخنگوی ائتلاف شورشیان سوریه، اعلام کرد که اهداف این عملیات نیروهای اسد و شبه‌نظامیان ایرانی هستند. او آن‌ها را متهم کرد که «ویرانی، مرگ و کشتار به منطقه» آورده و در عین حال «از جمعیت عرب و مسلمان» برای پیشبرد «طرح‌های خرابکارانه» شان تحت عنوان «مقاومت» استفاده می‌کنند.

### واکنش ایران
سردار اسماعیل کوثری، عضو کمیسیون امنیت ملی مجلس ایران، اظهار داشت که ایران در اتفاقاتی که در سوریه رخ می‌دهد دخالت خواهد کرد. به گفته کوثری «جبهه مقاومت باید به گونه‌ای وارد نبرد در سوریه شود که گروهک‌های تروریستی تکفیری را آن‌چنان سرکوب کند… البته این که مانند روزهای دفاع از حرم، مجدداً نیروهایی از ایران اعزام شود، بسته به شرایط آینده سوریه و تصمیم مسئولان ارشد کشورمان بستگی دارد، اما جبهه مقاومت حتماً در قضایای این روزهای سوریه فعال خواهد شد.»
در عمل، ایران به رژیم اسد برای جلوگیری از سقوطش کمک نکرد. روز جمعه ۷ نوامبر، ایران شروع به خروج نیروهای نظامی و عوامل دیپلماتیک خود از سوریه کرد، با درک این موضوع که نمی‌تواند به رژیم اسد کمک کند، علی‌رغم نیاز حیاتی آن به حفظ حضور نیروهای قدس در سوریه، از جمله برای انتقال تسلیحات به حزب‌الله در لبنان.

## تجزیه و تحلیل
حزب‌الله که در طول جنگ داخلی متحد اصلی دولت سوریه بود، در طول جنگ با اسرائیل به‌شدت تضعیف شد. کشته شدن سید حسن نصرالله و بسیاری از رهبران نظامی آن، همراه با بازگشت جنگجویان حزب‌الله از سوریه و استقرار مجدد در لبنان، خلاء قدرت بزرگی ایجاد کرد. با تمرکز ارتش روسیه بر تهاجم خود به اوکراین و قرار گرفتن ایران تحت فشاری قابل توجه، فرصتی برای گروه‌های شورشی فراهم آمد تا حمله‌ای را آغاز کنند.
نیک هِراس تحلیلگر مؤسسهٔ راهبرد و خط مشی نیولاینز گفته شورشیان در تلاش بودند تا از حملهٔ دولت سوریه که توسط حملات هوایی روسیه و سوریه به مناطق شورشیان شکل گرفته بود، جلوگیری کنند. وی همچنین اعتقاد دارد که حضور گروه‌های تحت حمایت ترکیه در این حمله هشداری از سوی ترکیه به روسیه و دولت سوریه است تا از هرگونه تهاجم در منطقه اجتناب کنند.

## نتیجه
در پایان این سری از حرکات مسلحانه، با عدم مقاومت ارتش (علیرغم آنچه گفته شده بود که در اطراف دمشق یک دژ مستحکم توسط ارتشی‌ها آماده شده)، عقب‌نشینی نیروهای روسیه و جمهوری اسلامی (سپاه قدس) و همچنین عدم ورود نیروهای حشدالشعبی و حزب الله لبنان به درگیری‌ها و فرار شماری از اعضای ارتش سوریه به عراق از طریق گذرگاه البوکمال، دولت بشار اسد رسما سقوط کرد.
در پی سقوط دولت بشار اسد، برای نخستین‌بار طی ۵۰ سال اخیر، تانک‌های اسرائیلی وارد خاک سوریه شدند و بخش‌هایی از خان ارنبه واقع در استان قنیطره را به تصرف خود در آوردند.
سقوط رژیم اسد در پس تضعیف محور مقاومت رخ داد که ایران در طول سال‌های متمادی به عنوان بخشی از تصور امنیتی خود پرورش داده بود و این امر شکستی استراتژیک بزرگ برای ایران محسوب می‌شود. تغییر حکومت در سوریه آغاز دوره جدیدی در منطقه، و به ویژه در روابط ایران و سوریه محسوب می‌شود. در سخنرانی پیروزی خود پس از سقوط دمشق، الجولانی ایران را به عنوان منبع فرقه‌گرایی و فساد محکوم کرد و این پیروزی را نقطه عطفی برای منطقه قلمداد کرد.